# Załachowo
Załachowo – wieś w Polsce położona w województwie kujawsko-pomorskim, w powiecie żnińskim, w gminie Łabiszyn.

## Demografia

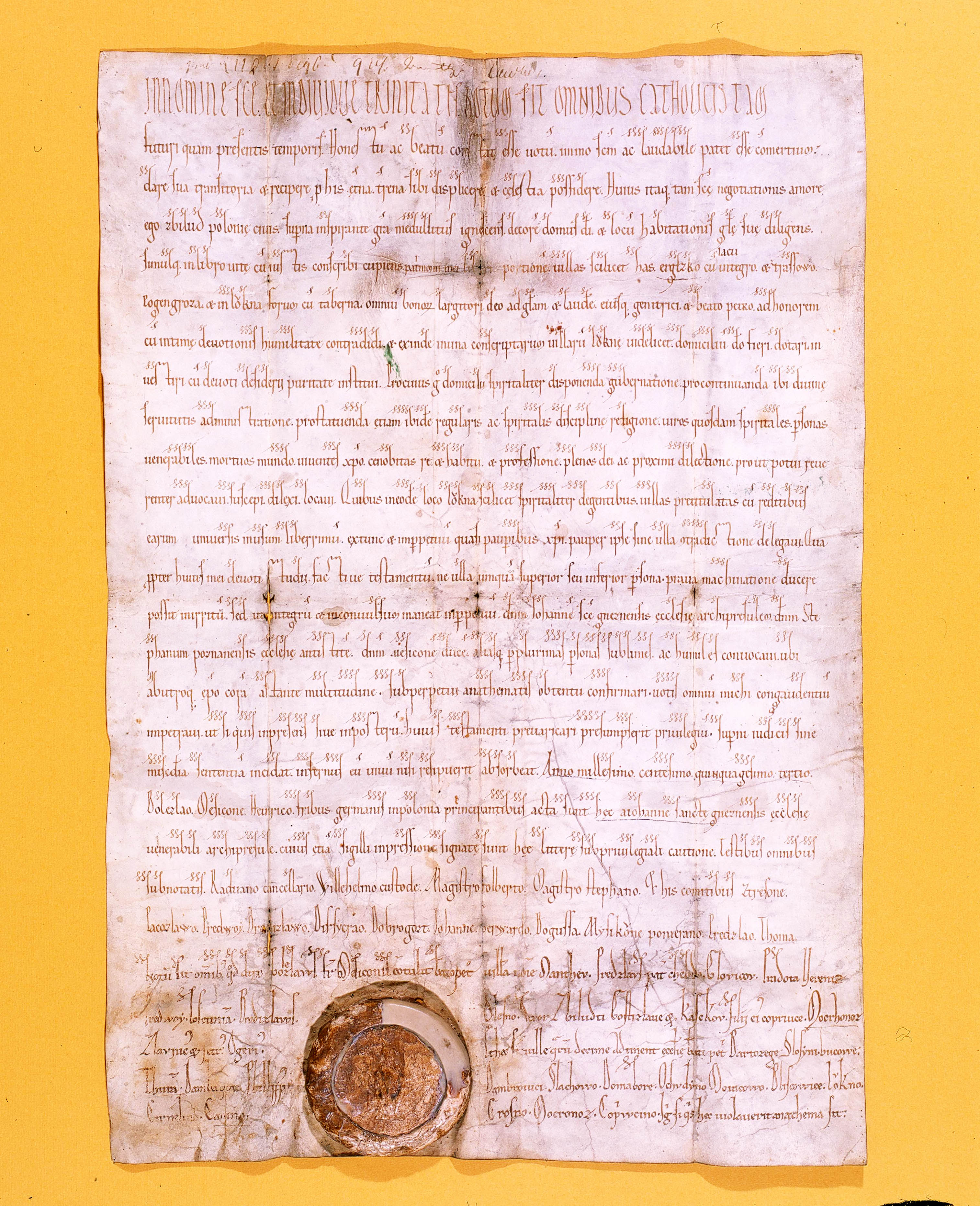
Dokument z 1154 Zbiluta (z rodu Pałuków) obywatela polskiego (“Poloniae civis”) notujący Załachowo jako Zalachowo.

W latach 1975–1998 miejscowość administracyjnie należała do województwa bydgoskiego. Według Narodowego Spisu Powszechnego (III 2011 r.) liczyła 425 mieszkańców. Jest piątą co do wielkości miejscowością gminy Łabiszyn.

## Historia
Po raz pierwszy miejscowość wymieniona została w dokumencie z 1154 Zbiluta (z rodu Pałuków) obywatela polskiego (“Poloniae civis”), w którym zanotowana została jako Zalachowo.
13 listopada 2010 roku w Załachowie miał miejsce wypadek samochodowy, w którym zginął były poseł Witold Hatka.